# Innuendo (canção)
"Innuendo" é um single da banda britânica de rock Queen e faixa-título do álbum Innuendo, lançado no mesmo ano. É a faixa que abre o álbum, e foi lançada como o primeiro single do trabalho. É uma das músicas mais longas do Queen, e a maior dentre os singles, superando "Bohemian Rhapsody". O single estreou no primeiro lugar na UK Singles Chart em janeiro de 1991.
A canção destaca-se por um trecho de um tipo de flamenco denominado Malageña (mais precisamente em seu movimento El Toro), executado por Brian May com a participação de Steve Howe, da banda Yes. Além disso, contém um interlúdio operístico que lembra a fase clássica do Queen, instrumental de peso e letras assinadas por Roger Taylor inspiradas na doença de Freddie Mercury, que majoritariamente escreveu os arranjos. A resenha do portal Allmusic descreveu a canção como uma "soberba épica", que retrata a "incapacidade da humanidade a viver harmoniosamente."
Essa música mistura: Rock, Quite Part, Flamenco, Ópera e Heavy metal. 
A música "Kashmir", do Led Zeppelin é tida como uma das influências para "Innuendo". Robert Plant cantou "Innuendo" no The Freddie Mercury Tribute Concert em 1992.

## Ficha técnica
Banda
- Freddie Mercury - vocais, teclado
- Brian May - guitarra e violão
- Roger Taylor - bateria e percussão
- John Deacon - baixo

Músicos convidados
- Steve Howe - guitarra flamenca
- David Richards - teclado